# Battle Lines (Star Trek: Deep Space Nine)
"Battle Lines"  és el tretzè episodi de la sèrie de televisió de ciència-ficció estatunidenca Star Trek: Deep Space Nine, emès durant la primera temporada. Originalment es va emetre en redifusió a partir del 26 d'abril de 1993. L'episodi va ser dirigit per Paul Lynch.
Ambientada al segle XXIV, la sèrie segueix les aventures a Espai Profund 9, una estació espacial situada prop d'un forat de cuc estable entre els Quadrants Alfa i Gamma de la Via Làctia, prop del planeta Bajor, mentre els bajorans es recuperen d'una brutal ocupació de dècades pels imperialistes cardassians. En aquest episodi, la líder espiritual de Bajor, Kai Opaka, està encallada en un món on els morts són ressuscitats.

## Argument
Kai Opaka, la líder espiritual dels bajorans, sol·licita una visita a Espai Profund 9 al comandant Sisko. Durant la visita, ella li demana subtilment que la porti a través del forat de cuc. Contra el seu millor criteri, ell accedeix, i ell, el Dr. Bashir, l'oficial d'enllaç bajoran Kira i Opaka viatgen al quadrant Gamma. Allà reben un senyal de socors d'una font desconeguda. Opaka li diu a Sisko que no s'escapi en la seva història, així que el grup va a investigar.
Troben una lluna amb una xarxa de satèl·lits, un dels quals no funciona correctament. El robot s'acosta a la lluna i un dels satèl·lits l'ataca, obligant-los a fer un aterratge forçós. Opaka mor a l'aterratge, cosa que devasta Kira; tanmateix, el seu dol és interromput per un grup de persones anomenades els Ennis, liderades per Golin Shel-la (Jonathan Banks).
Els Ennis expliquen que estan en guerra amb un grup anomenat els Nol-Ennis, que podrien atacar en qualsevol moment. Porten Sisko, Bashir i Kira a una casa semblant a una cova, i tal com s'havia predit, els Nol-Ennis ataquen en qüestió de minuts. Molts dels Ennis moren defensant-se de l'atac, però després de la batalla, Kai Opaka entra a la cova, ressuscitada per alguna forma de nanotecnologia que impregna la lluna. La mateixa tecnologia reviu els Ennis i els Nol-Ennis, però en lloc d'una benedicció és una maledicció; tots dos grups van ser enviats a la lluna com a càstig per segles de conflicte, condemnats a morir una vegada i una altra.
Mentre els oficials d'Espai Profund 9 Dax i O'Brien busquen el grup, Sisko aconsegueix que els Ennis i els Nol-Ennis acceptin reunir-se en un esforç per negociar la pau. Mentrestant, el conflicte entre els grups recorda a Kira el seu propi trauma, que comenta amb Opaka: anys de lluita contra els cardassians a Bajor li han passat factura i no ha conegut res més que violència des que era petita. Tanmateix, mentre Kira reconcilia els seus problemes, els Ennis i els Nol-Ennis es neguen a solucionar els seus i reprenen la lluita.
Els grups tornen a reviure i tornen als seus respectius campaments, però en aquest moment Bashir ha descobert que la tecnologia impedeix que aquells que reviu (inclòs Opaka) abandonin la lluna. O'Brien i Dax troben Sisko, i Opaka li informa que es quedarà amb els Ennis i els Nol-Ennis. Diu que és hora que comencin el seu procés de curació tal com Kira ha començat el seu. Mentrestant, els Ennis i els Nol-Ennis reprenen la lluita. Abans que O'Brien transporti Sisko, Bashir i Kira a la llançadora, Opaka li diu a Sisko que la seva feina ja és allà, però el tranquil·litza dient-li que els seus camins es tornaran a creuar.

## Artistes invitats
- Camille Saviola com a Kai Opaka
- Paul Collins com a Zlangco
- Jonathan Banks com a Shel-La

## Producció
Hilary J. Bader es va inspirar per escriure aquesta història, entre altres, en l'episodi El dia del colom de la sèrie original. En el seu disseny original, se suposava que dos grups d'humans i cardassians havien de lluitar entre ells. Tanmateix, els nous pobles dels Ennis i Nol-Ennis es van crear a partir d'aquests perquè els personatges principals de la sèrie poguessin adoptar una posició imparcial.

## Recepció
El 2013, Keith DeCandido va donar a l'episodi una puntuació de 6 sobre 10 per a Tor.com, escrivint que "no era un gran episodi en absolut, però una història de ciència-ficció força decent, si bé estàndard".
Zach Handlen de The A.V. Club a qualificar l'episodi de frustrant i prometedor, però que està "ple de molta gent enfadada i insípida, que continua insinuant direccions més interessants, però mai té el coratge de seguir-les."
SyFy va recomanar aquest episodi com un episodi essencial per veure per a una marató abreujada de Star Trek: Deep Space Nine.
El 2015, David Burszan de Den of Geek va qualificar l'episodi com un dels 10 papers més friquis de Jonathan Banks per la seva interpretació del líder d'Ennis, Golin Shel-la, escrivint: "Aparentment, en el futur, algú es va prendre seriosament aquell cartell de protesta d' 'Envieu els mutants a la lluna per sempre' de 'X-Men, ja que l'episodi va revelar que les dues faccions van ser enviades allà pels líders del seu planeta perquè no podien deixar de lluitar".

## Llançaments en mitjans domèstics
"Battle Lines" es va publicar en LaserDisc el 18 de març de 1997. Publicat per Paramount Home Video i fabricat per Pioneer USA, el disc de doble cara tenia una durada de 92 minuts i també incloïa el següent episodi "The Storyteller".